# Hans Halbsuter
Hans Halbsuter (* vermutlich um 1410 in Root; † um 1480 in Luzern) war ein Luzerner Bürger und mutmasslich Dichter des Sempacherliedes.

## Leben und Werk
Hans Halbsuter wohnte spätestens ab 1431 in der Stadt Luzern, 1435 erhielt er das Bürgerrecht. 1441 und 1464 wird er im Rat der Hundert erwähnt, 1449–1450 als Gerichtsweibel, 1454 als Pfleger der Herren- und Schützenstube. Ausserdem war er als Schreiner und Pulverhändler tätig. 1455 wurde er nach mehreren Injurienstreiten zu zwei Monaten Verbannung verurteilt und bezog später eine Rente für verarmte Ratsmitglieder. Es wird vermutet, dass er das so genannte Sempacherlied gedichtet oder kompiliert hat. Sein Name wird erwähnt in den Fassungen des Liedes von Werner Steiner, Werner Schodoler und Aegidius Tschudi.